# ちまきing
ちまきing（ちまきんぐ、4月14日 - ）は、日本の漫画家。男性。AB型（RH＋）。代表作は、ウェブコミックの「あふがにすタン」。

## 概要
国家を萌え擬人化した4コマ漫画である「あふがにすタン」、およびその終了後に「ぱきすタン」をウェブサイト上で発表。両作とも単行本化された。なお、後者は4話までで更新を停止した。
2005年6月末、作者の使用しているパソコンがファイル共有ソフト“Winny”を感染源とするコンピュータウイルスに感染していたことが判明。個人情報の流出事件を起こし、インターネット上で物議を醸している。
公式サイトは、上記のコンピュータウイルス感染による個人情報流出が発覚して以後、一部のリンクを外した以外は全く更新されなくなった。流出騒動に伴う一連の疑惑についても沈黙している。また、サークル参加予定だったコミックマーケットにも姿を見せず、以降の作者の消息は不明である。2006年4月6日よりサイトが表示されなくなった他、2011年4月の時点ではホストも落ちていた。なお、2008年には「ぱきすタン」が刊行されたことから、この時点で出版社側とは連絡が取れる状態にあったと推測される。

## 作品リスト
- あふがにすタン（2005年7月22日発売 三才ブックス、全1巻 ISBN 9784861990090）
- ぱきすタン（2008年8月30日発売 三才ブックス、全1巻 ISBN 9784861991165）